# Kirgizistans provinser
Kirgizistan är indelat sju provinser (singular: oblasty; plural: oblastlar).  Huvudstaden Bisjkek utgör ett särskilt stadsdistrikt (sjaar) och även den näst största staden Osj har särskild stadsstatus. 
Varje provins består av ett antal distrikt (rajon) som administreras av regeringsutnämnda tjänstemän (akim). Bondesamhällen (ayıl ökmötü) som består av upp till 20 små bosättningar har sina egenvalda borgmästare och råd. 
| Nr | Provins     | Administrativt centrum | Areal i km² | Invånare  | Invånare per km² |
| -- | ----------- | ---------------------- | ----------- | --------- | ---------------- |
| 1  | Bisjkek     |                        | 127         | 762 308   | 6002,4           |
| 2  | Batken      | Batken                 | 17 000      | 382 426   | 22,5             |
| 3  | Tjüi        | Tokmok                 | 20 200      | 770 811   | 38,2             |
| 4  | Jalal-Abad  | Jalal-Abad             | 33 700      | 869 259   | 25,8             |
| 5  | Naryn       | Naryn                  | 45 200      | 249 115   | 5,5              |
| 6  | Osj         | Osj                    | 29 200      | 1 175 998 | 40,3             |
| 7  | Talas       | Talas                  | 11 400      | 199 872   | 17,5             |
| 8  | Ysyk-Köl    | Karakol                | 43 100      | 413 149   | 9,6              |
|    | Kirgizistan | Bisjkek                | 199 900     | 4 822 938 | 24,1             |